# Келли, Дэниел (футболист, 2005)
Дэ́ниел Ке́лли (англ. Daniel Kelly; родился 3 октября 2005) — шотландский футболист, полузащитник клуба «Миллуолл».

## Клубная карьера
Келли является воспитанником футбольной академии клуба «Селтик». В 2022 году подписал свой первый профессиональный контракт с клубом. 21 января 2024 года дебютировал в основном составе «Селтика» в матче Кубка Шотландии против клуба «Баки Тисл», выйдя на замену Одину Хольму. 28 февраля дебютировал в шотландском Премьершипе, выйдя на замену во втором тайме в матче против «Данди» и отметившись забитым мячом.

## Карьера в сборной
Выступал за сборные Шотландии до 18 и до 19 лет.

## Достижения
«Селтик»
- Чемпион Шотландии: 2023/24
- Обладатель Кубка Шотландии: 2023/24